# Lily Garáfulic

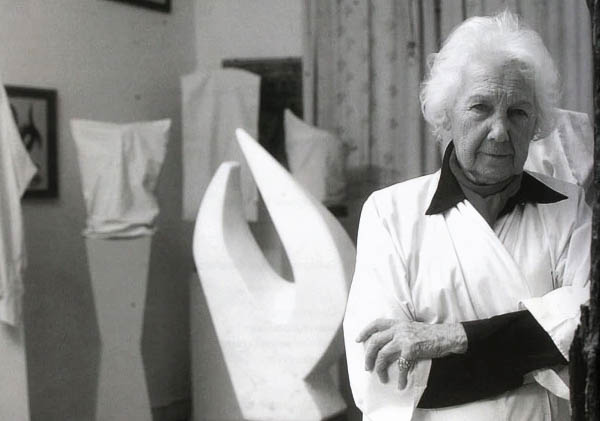
Lily Garáfulic

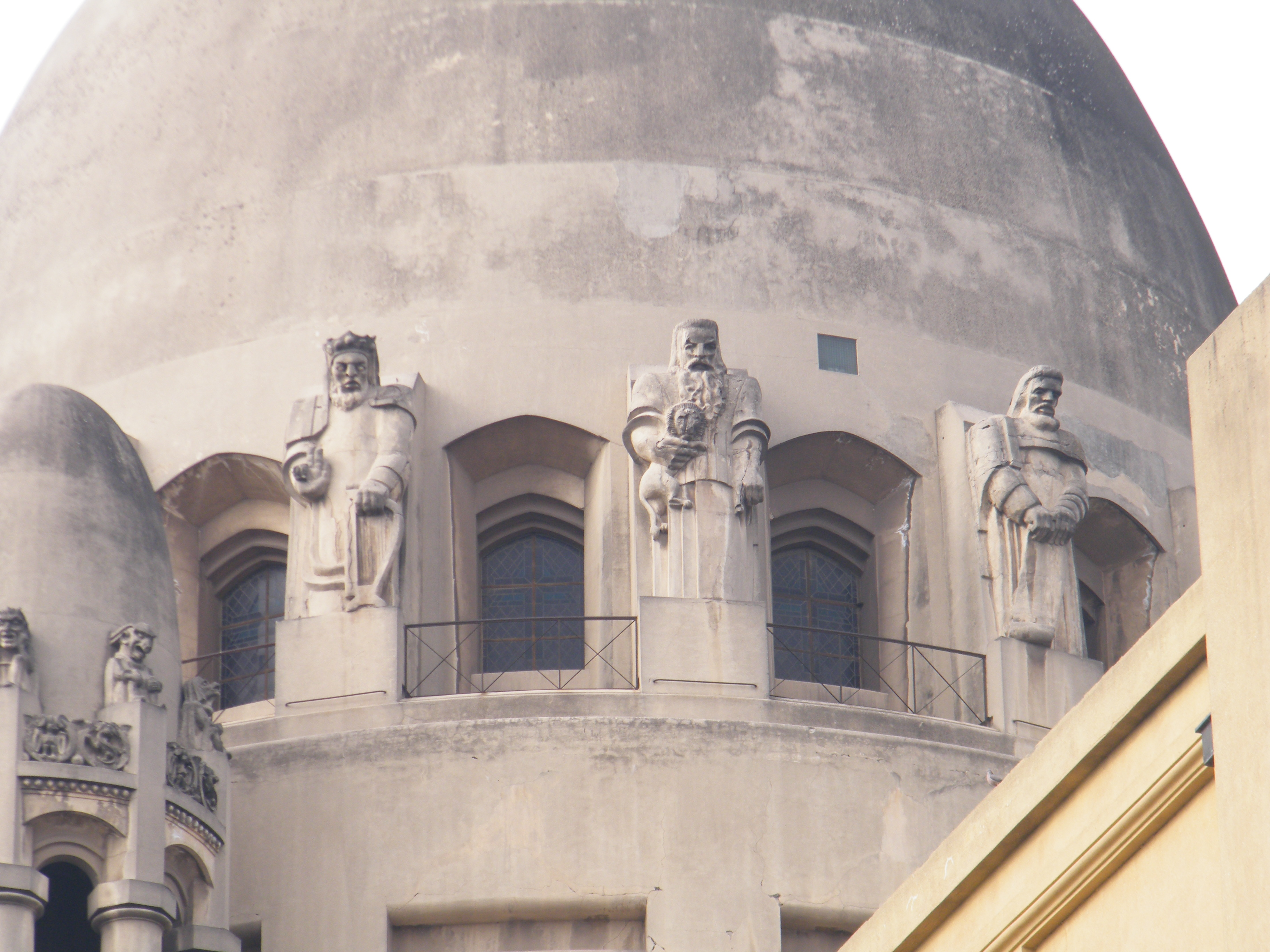
Prophetenstatuen aan der Lourdesbasilika in Santiago

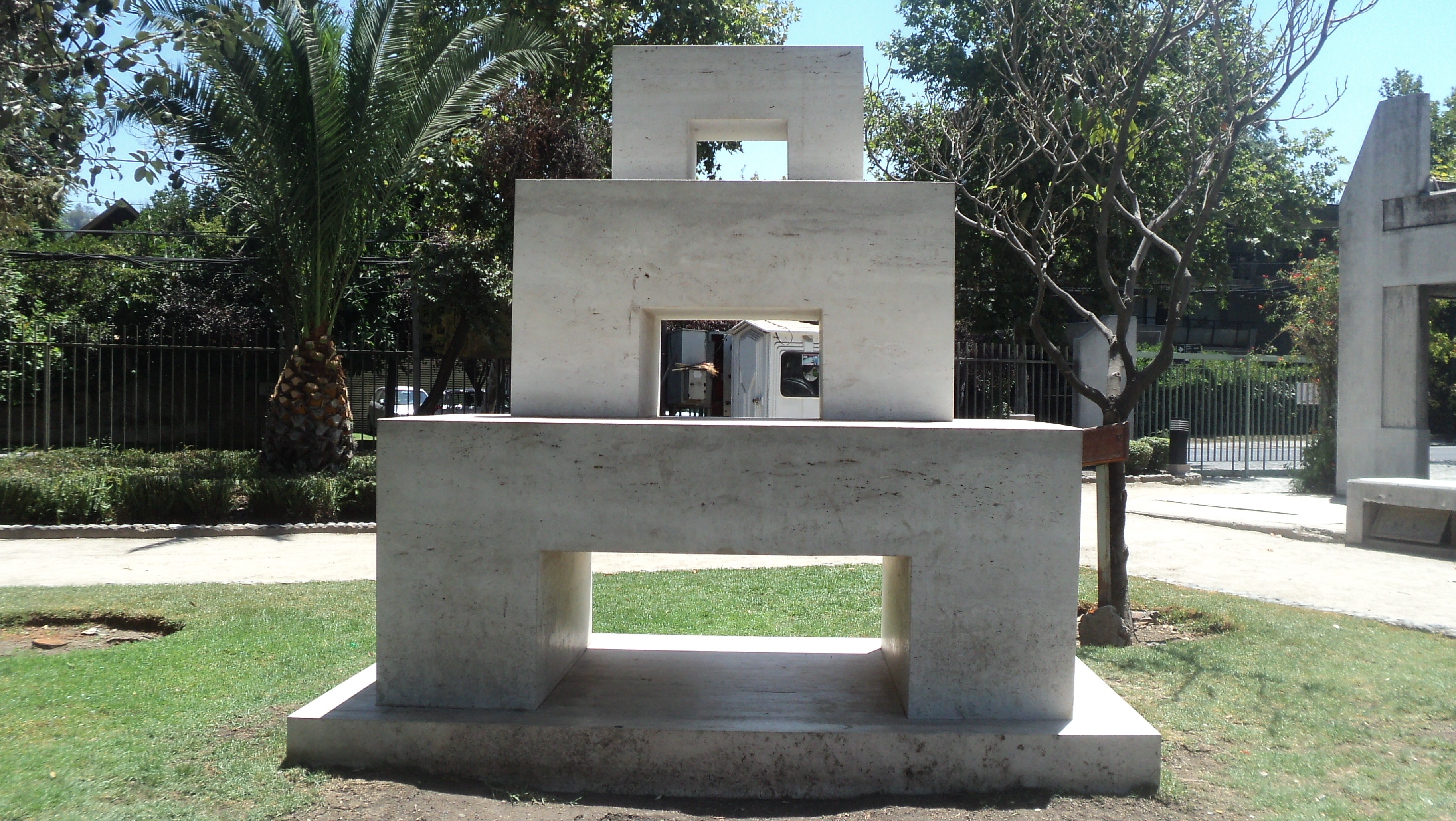
Imagen para el Bicentenario von Lily Garáfulic

Lily Garáfulic Yancovic (* 14. Mai 1914 in Antofagasta; † 15. März 2012 in Santiago de Chile) war eine chilenische Bildhauerin und Kunstpädagogin, die für ihre Arbeiten mit Marmor, Holz, Bronze und Terrakotta sowie für ihre Papierarbeiten bekannt war. Sie war Professorin und Leiterin des Nationalmuseums der Schönen Künste in Chile.

## Leben
Die Tochter kroatischer Einwanderer studierte ab 1934 an der Escuela de Bellas Artes der Universidad de Chile bei Hernán Gazmuri. Daneben nahm sie am Bildhauerkurs von Lorenzo Domínguez teil, wurde dessen beste Schülerin und ab 1937 Assistentin. 1938 reiste sie nach Europa, wo sie Jules Breton und Constantin Brancusi kennenlernte. Als Guggenheim-Stipendiatin war sie 1944–45 an der New Yorker New School of Social Research Schülerin von José de Creeft und lernte in der Grafikwerkstatt Atelier 17 bei William Hayter. 1946 schuf sie die 16 Propheten für die Basilika Unserer Lieben Frau von Lourdes in Santiago de Chile. 1947 studierte sie als Stipendiatin der Universidad de Chile die Mosaiktechnik in Ravenna.
Im gleichen Jahr wurde sie Dozentin an der Facultad de Artes der Universidad de Chile. Ab 1951 bis zu ihrer Emeritierung 1997 war sie Professorin auf dem Lehrstuhl für Bildhauerei. Zu ihren Schülern zählten Sergio Castillo, Matías Vial, Raúl Valdivieso, Wilma Hannig, Alfredo Portales und Francisco Gazitúa. 1957 wurde sie zur Repräsentantin Chiles in der Asociación Internacional de Artes Plásticas der UNESCO berufen. Von 1973 bis 1977 war sie Direktorin des Museo Nacional de Bellas Artes, dessen Restaurationslaboratorium sie einrichtete.

## Wirken
Garáfulic hatte zahlreiche Einzelausstellungen (u. a. im Instituto de Arte Contemporáneo, Lima, 1966 und im Museo de Arte Contemporáneo, Santiago, 1969). Ihre Werke befinden sich u. a. in den Sammlungen des Museo Nacional de Bellas Artes, des Museo Histórico Nacional, des Museo de Arte Contemporáneo und des Museo de Artes Visuales. 1995 wurde sie gemeinsam mit Rebeca Matte und Marta Colvin mit dem Premio Nacional de Artes Plásticas ausgezeichnet. Die Universidad de Talca erhielt 2013 65 Werke aus dem Nachlass der Künstlerin und richtete 2015 die Sala Lily Garafulic ein.